# Plískov
Plískov (en allemand : Pliskau, précédemment : Pliskow) est une commune du district de Rokycany, dans la région de Plzeň, en République tchèque. Sa population s'élevait à 127 habitants en 2021.

## Géographie
Plískov se trouve à 16 km au nord-est de Rokycany, à 29 km à l'est-nord-est de Plzeň, et à 57 km au sud-ouest de Prague.
La commune est limitée par Zbiroh au nord et à l'est, par Sirá et Lhota pod Radčem au sud, par Mýto au sud et par Drahoňův Újezd à l'ouest.

## Histoire
La première mention écrite du village date de 1377.

## Transports
Par la route, Plískov se trouve à 4 km de Zbiroh, à 24 km de Rokycany, à 36 km de Plzeň et à 66 km de Prague. 